# Baby Love (知念里奈の曲)
「Baby Love」（ベイビー・ラブ）は、2000年2月9日にソニー・ミュージックレコーズから発売された知念里奈の11枚目のシングル。

## 解説
織田哲郎プロデュースで唯一、作詞を担当した表題曲は日本テレビ系「FUN」エンディングテーマ『FUN'S RECOMMEND #009』およびブルボン「プチ」CMソング。

## 収録曲
1. Baby Love
  - 作詞：知念里奈・中沢晶・織田哲郎　作曲・編曲：織田哲郎
2. shower
  - 作詞：中沢晶　作曲・編曲：武内基明
3. Baby Love（Re-mix）
  - Remix：taiyo
4. Baby Love（Backing Track）

## 収録アルバム

### Baby Love
- ベスト『Passage 〜Best Collection〜』（2000年3月23日）
- ベスト『Rina Chinen 20th Anniversary 〜Singles & My Favorites〜』（2017年2月8日）